# Big C
Big C (tiếng Thái Lan: บิ๊กซี ซูเปอร์เซ็นเตอร์) là công ty điều hành các siêu thị và cửa hàng tiện lợi ở Đông Nam Á có trụ sở tại Bangkok, Thái Lan. Big C, vào năm 2016, là nhà điều hành hệ thống siêu thị lớn thứ hai của Thái Lan đi sau của Tesco Lotus. Họ có các hoạt động tại ba quốc gia, cụ thể là Thái Lan, Việt Nam và Lào. Big C và các công ty con đã điều hành 697 cửa hàng tại Thái Lan tính đến tháng 9 năm 2015. Công ty đã báo lãi ròng 38 triệu USD trong quý thứ ba kết thúc vào tháng 9 năm 2015, giảm 14,5% so với cùng kỳ năm ngoái.
Công ty được thành lập bởi Central Group năm 1993 và Big C mở cửa hàng đầu tiên của mình tại ngã tư Wong Sawang, Bangkok (Thái Lan), cổ phiếu Big C lần đầu tiên được niêm yết trên Sở giao dịch chứng khoán Thái Lan năm 1995.
Tại Việt Nam, sau 22 năm hoạt động trên thị trường, hệ thống Big C được tập đoàn mẹ Central Group chuyển đổi thương hiệu vào ngày 1/3/2021. Theo đó, 7 siêu thị Big C nằm trong các tòa nhà sẽ được đổi tên mới là Tops Market và 5 đại siêu thị Big C hoàn tất đổi tên thành GO!.

## Lịch sử

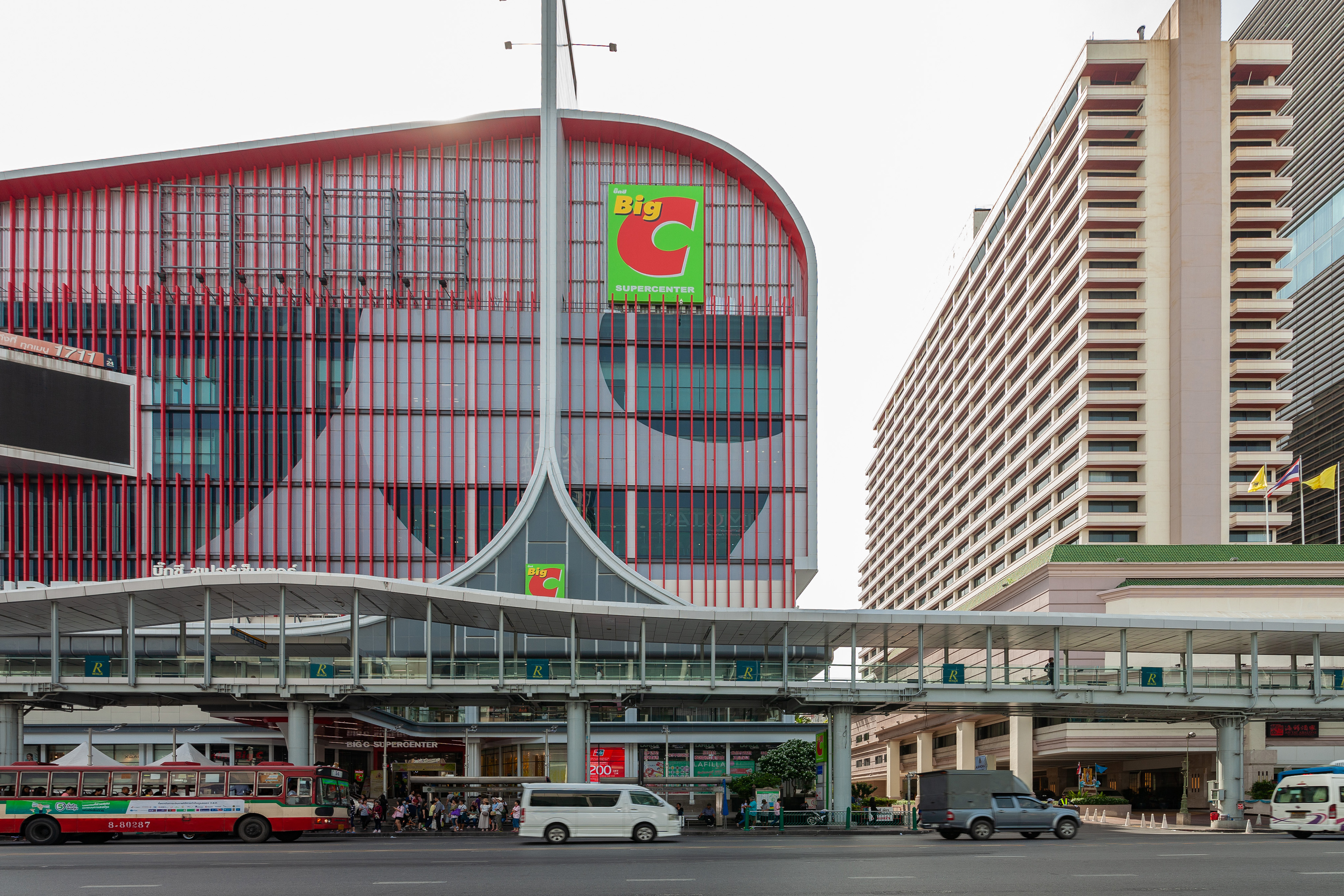
Siêu thị Big C Ratchadamri ở quận Pathum Wan, Bangkok.

### Khởi đầu
Central Group mở cửa Central Superstore tại giao lộ Wong Sawang năm 1993 như một công ty con của Central Department Store. Nó bắt đầu bán hàng tạp hóa từ Central Supermarket và quần áo nhãn hiệu riêng từ  Central Department Store và Central Trading, theo khái niệm cửa hàng tự phục vụ. Thương hiệu Big C được giới thiệu lần đầu ngày 15/1/1994, tên viết tắt của "Big Central". Siêu thị Big C đầu tiên được mở trên đường Chaengwattana ở Bangkok.

### Những năm 1990
Save One Rangsit đã được đổi thành Big C Supercenter năm 1995, và là siêu thị đầu tiên của chuỗi bên ngoài Bangkok. Cùng năm, Central Superstore Company Limited đổi tên thành Big C Supercenter Public Company Limited, và được niêm yết tại Sở giao dịch chứng khoán Thái Lan (SET) (SET: BIGC) với S.K. Garment PLC nắm giữ cổ phần đa số..
Big C đã đưa ra khái niệm siêu thị một tầng tại Bangphlee vào năm 1996, tích hợp một trung tâm có diện tích sàn sàn 12.000 m² và bố trí và trang trí để thuận tiện cho việc mua sắm. Thiết kế hiệu quả góp phần giảm chi phí vận hành.

### Sáp nhập với Groupe Casino
Sau khủng hoảng tài chính Châu Á 1997, Big C Supercenter PCL thành lập một liên minh kinh doanh với Groupe Casino có trụ sở tại Pháp, được biết đến với các cửa hàng Géant của họ. Groupe Casino đã mua 530 triệu cổ phiếu vào năm 1999, biến họ trở thành cổ đông lớn nhất sau khi tái cấu trúc công ty. Sau khi đảm bảo cổ phần kiểm soát tại Big C, Groupe Casino đã bán bộ phận may mặc của Big C để chỉ tập trung vào hoạt động bán lẻ để tăng cường hiệu quả của hoạt động.

### Những năm 2000
Big C đã kéo dài giờ làm việc từ 08:00 đến nửa đêm hàng ngày và ra mắt trang web Big C vào năm 2000. Hai năm sau, Big C đã cho ra mắt chuỗi siêu thị giảm giá, "Leader Price by Big C",một cửa hàng liên kết tương tự như thương hiệu Leader Price của Groupe Casino. Cũng trong năm đó, Big C đã ra mắt thẻ tín dụng đầu tiên, "Big C Credit Card", và "Big C Hire-Purchase". Big C Foundation (tiếng Thái: มูลนิธิบิ๊กซี) cũng được thành lập năm 2002, với mục tiêu chính là cung cấp các hỗ trợ cần thiết cũng như ủng hộ cho trẻ em về giáo dục, và cung cấp cơ hội giáo dục cho những nạn nhân của tệ nạn xã hội hoặc hay việc buôn bán ma túy.
Big C đã phát triển và mở rộng khái niệm cửa hàng "Compact Store" vào năm 2005. Compact Stores cần đầu tư từ 300 đến 400 triệu baht và có diện tích bán lẻ trung bình 5.000-6.000 mét vuông, trong khi các siêu thị tiêu chuẩn của Big C có không gian bán lẻ rộng khoảng 10.000 mét vuông và cần một khoản đầu tư từ 600-700 triệu baht. Tháng 5/2005, "Big C Shopper Card" đã được ra mắt, nó là thẻ thuê mua.
Năm 2006, Leader Price by Big C đã được sửa sang lại thành "Mini Big C" (tiếng Thái: มินิบิ๊กซี), một mo hình siêu thị gần cung cấp dịch vụ 24 giờ. Big C đã ra mắt một mô hình siêu thị thương hiệu mới khác vào tháng 7 năm 2010 có tên là "Big C Junior" (tiếng Thái: บิ๊กซี จูเนียร์), có kích thước ở giữa một cửa hàng nhỏ gọn và siêu thị.

### Xây dựng thương hiệu toàn cầu
"Big C" đã được sử dụng lần đầu tiên bên ngoài Thái Lan vào cuối năm 2003, với việc đổi thương hiệu của ba đại siêu thị Cora tại Việt Nam. Các siêu thị thuộc sở hữu của Vindemia, một công ty Groupe Bourbon ở Réunion. Casino đã kiểm soát Vindemia, và thương hiệu Big C Supercenter được sử dụng cho các cửa hàng này.

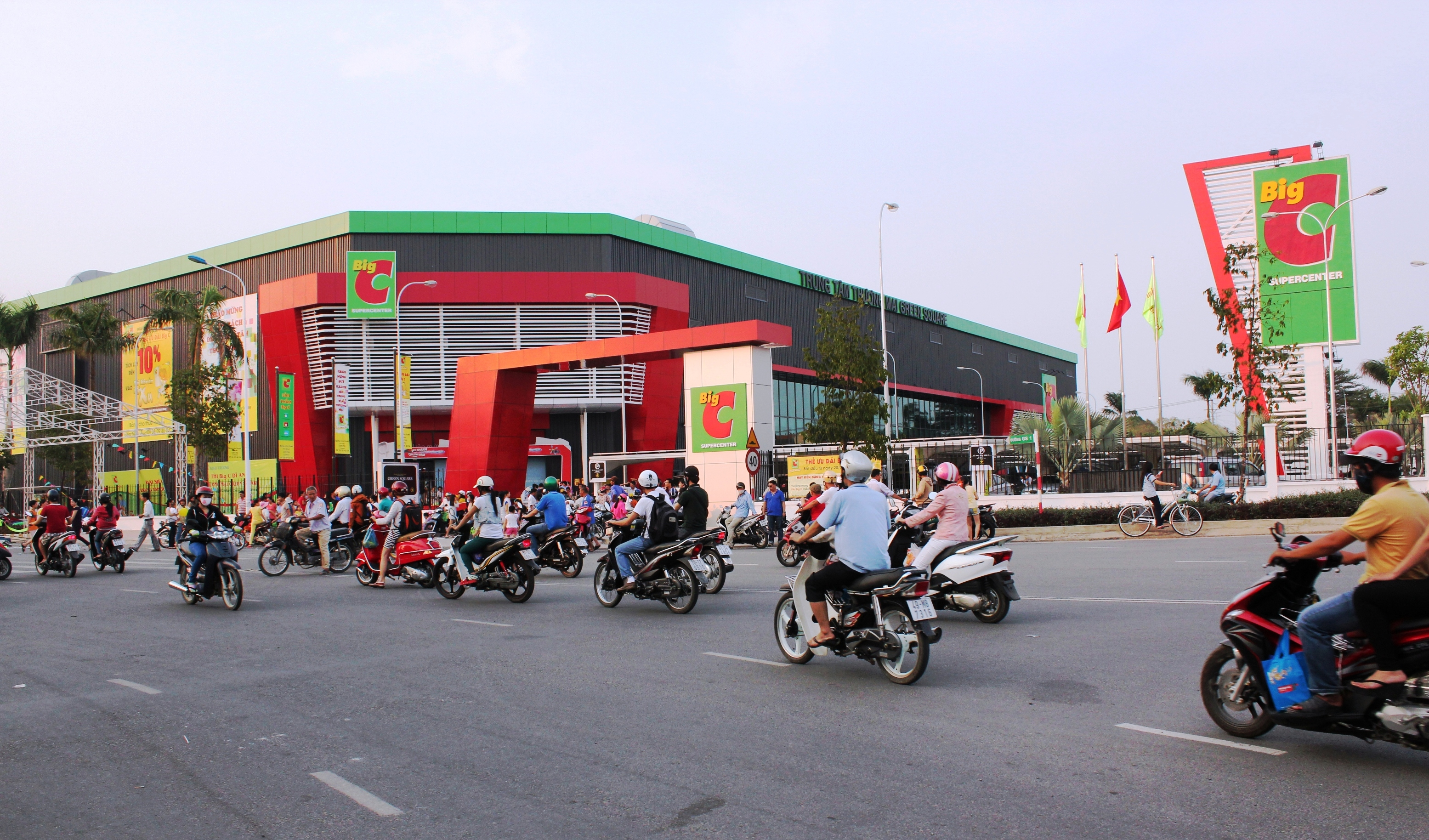
Big C tại Việt Nam

Năm 2010, Big C tại Thái Lan tuyên bố sẽ mở cửa hàng đầu tiên tại Lào, bên trong The New Taladsao Shopping Mall ở Viêng Chăn,  vào cuối 2012.

### Mua lại Carrefour tại Thái Lan
Tháng 11 năm 2010, Big C đã thắng thầu mua 42 cửa hàng của Carrefour tại Thailand với giá €868 triệu (35.4 tỉ baht). Sau khi mua lại, Groupe Casino, thông qua công ty con tại Thái lan là Big C Supercenter PCL, sở hữu 111 đại siêu thị so với 87 của Tesco. Tuy nhiên,nếu tính cả các mô hình bán lẻ khác, Tesco lớn hơn với khoảng 704 cửa hàng trên toàn quốc.
Big C và bộ phận của Carrefour tại Thailand đã có chương trình khuyến mãi đầu tiên vào tháng 1 năm 2011, trước khi các siêu thị Carrefour Thailand đổi tên thành Big C. Và vào tháng 3 năm, Carrefour Suwintawong là siêu thị Carrefour đầu tiên đổi tên thành Big C.

### Groupe Casino thoái vốn
Groupe Casino SA vào tháng 2/2016 đã đồng ý bán cổ phần của mình tại BigC Thai với giá €3.1 tỉ (US$3.46 tỉ) cho tỉ phú Thái Lan, Charoen Sirivadhanabhakdi. Công ty thuộc sở hữu của ông, TCC Group, sẽ mua 58.6% cổ phần của Casino tại Big C Thailand với giá 252.88 baht/cổ phiếu (US$7.10), một mức giá mà giá trị Big C gần đến US$5.86 tỉ. Việc bán, dự kiến hoàn thành trước ngày 31 tháng 3, sẽ cho phép Casino giảm mức nợ 3,3 tỷ euro. Nhà bán lẻ này đã đưa ra kế hoạch cắt giảm 4 tỷ euro vào năm 2016 bao gồm bán cổ phần của mình tại Big C cũng như tài sản bán lẻ của Việt Nam.

### Thay đổi nhận diện thương hiệu tại Việt Nam
Ngày 1/3/2021, sau 22 năm hoạt động tại Việt Nam, thương hiệu Big C bị tập đoàn mẹ Central Group khai tử. Theo đó, 7 siêu thị Big C nằm trong các tòa nhà sẽ được đổi tên mới là Tops Market và 5 đại siêu thị Big C hoàn tất đổi tên thành GO!. Vào thời điểm hoàn tất thương vụ mua thành công Big C Việt Nam từ Casino Group hồi năm 2016, dù có quyền sử dụng tên này trong 10 năm nhưng nhà bán lẻ Thái vẫn muốn đổi tên ngay sau đó.
Theo ghi nhận, ba siêu thị Big C tại TP. HCM bao gồm: Big C An Phú, Big C Thảo Điền và Big C Âu Cơ đã đổi thành Tops Market. 4 siêu thị Big C tại Hà Nội gồm The Garden, Hà Đông, Nguyễn Xiển, Lê Trọng Tấn cũng sẽ hoàn tất việc chuyển đổi thành Tops Market vào quý 3-2021.
Trong khi đó, từ cuối tháng 12-2020, các đại siêu thị Big C cũng đã chuyển đổi thành đại siêu thị GO! với cam kết luôn đảm bảo slogan "giá luôn luôn thấp".
Bên cạnh việc chuyển đổi từ Big C sang GO!, trong năm qua Central Retail cho biết cũng đã đầu tư xây dựng mới các đại siêu thị GO! tại các trung tâm thương mại GO! ở Mỹ Tho, Bến Tre, Trà Vinh, Buôn Ma Thuột, Quảng Ngãi.
Dự kiến trong năm 2021, một số đại siêu thị Big C khác cũng sẽ được chuyển đổi sang tên mới theo kế hoạch.

## Mô hình cửa hàng
- Big C Supercenter (tiếng Thái: บิ๊กซี ซูเปอร์เซ็นเตอร์) A Big C Supercenter là một đại siêu thị nhắm đến khách hàng có thu nhập từ trung bình đến thấp mang lại giá trị thông qua sự kết hợp giữa giá thấp, lựa chọn rộng rãi, môi trường mua sắm sạch sẽ và hiệu quả và dịch vụ tốt.[3]:10 Có 105 Big C Supercenters tại Thái Lan năm 2016.[14]
- Big C Extra (tiếng Thái: บิ๊กซี เอ็กซ์ตร้า) là đại siêu thị nhắm mục tiêu khách hàng có thu nhập trung bình đến cao. Nó cung cấp nhiều các mặt hàng thực phẩm tươi và khô cao cấp, các sản phẩm nhập khẩu và rượu vang hơn so với một Big C Supercenter.[3]:10. Có 15 Big C Extra tại Thái Lan (2016).[15]
- Big C Plaza (tiếng Thái: บิ๊กซี พลาซา)Là một Plaza Style,Under Big C Rama 4 Renovation New Building
- Big C Foodplace (tiếng Thái: บิ๊กซี ฟู้ดเพลส) Là một siêu thị Chi nhánh đầu tiên là Gateway tại Bang Sue. Khai trương ngày 30 tháng 11 năm 2018
- Big C Market (tiếng Thái: บิ๊กซี มาร์เก็ต) là một  mô hình siêu thị, nhắm mục tiêu khách hàng thu nhập trung bình đến thấp. Quy mô nhỏ hơn của Big C Market cho phép thâm nhập vào các khu vực bên ngoài đô thị chính của các tỉnh. Nó được thiết kế để trở thành nhà bán lẻ hiện đại lớn nhất trong khu vực dịch vụ của mình. Các siêu thị này khác với các siêu thị truyền thống tập trung chủ yếu vào thực phẩm bằng cách cung cấp một loạt các sản phẩm từ thực phẩm tươi sống đến đồ điện tử.[3]:10 Tính đến năm 2016, có 31 thị trường Big C nằm rải rác trên khắp Thái Lan.[16]
- Mini Big C (tiếng Thái: มินิบิ๊กซี) Mini Big C là một mô hình "cửa hàng gần gũi" nhắm mục tiêu khách hàng có thu nhập trung bình đến thấp. Mini Big C có quy mô lớn hơn các cửa hàng tiện lợi thông thường, và bay bán các mặt hàng khuyến mãi được lựa chọn.[3]:11 Kích thước trung bình của cửa hàng Mini Big C là khoảng 80 trên 250 m2, mở cửa 24/7. Có 394 cửa hàng Mini Big C tại Thái Lan (2016).[17]
- Pure by Big C (tiếng Thái: เพียว บาย บิ๊กซี) là một mô hình nhà thuốc cung cấp các sản phẩm dược phẩm, y tế, làm đẹp, và chăm sóc sức khỏe. Hầu hết các loại thuốc của Pure, Promotion, Blond Kid, sắt đều có trong đại siêu thị Big C và Big C Markets.[3]:11 Có 134 cửa hàng Pure ở Thái Lan (2016).[18]

## Lào và Việt Nam

### Lào
- Khu vực Viêng Chăn: bên trong Talat Sao Shopping Mall. Chưa được mở vào tháng 5 năm 2017. 41 cửa hàng M-Point Mart đã được đổi thương hiệu thành Mini Big C vào tháng 6 năm 2019.

### Việt Nam
- Big C có 35 siêu thị tại Việt Nam. Big C ban đầu có tên gọi là Cora.
- Ngày 1/3/2021, thương hiệu Big C bị tập đoàn mẹ Central Group khai tử tại Việt Nam. Theo đó, 7 siêu thị Big C nằm trong các tòa nhà sẽ được đổi tên mới là Tops Market và 5 đại siêu thị Big C hoàn tất đổi tên thành GO!.

| STT | Tên trung tâm            | Địa chỉ                                                       | Khai trương |
| --- | ------------------------ | ------------------------------------------------------------- | ----------- |
| 1   | GO! Hà Nam               | Phường Lam Hạ, Thành Phố Phủ Lý, Tỉnh Hà Nam                  | 15/08/2024  |
| 2   | GO! Hạ Long              | Phường Hồng Hải, thành phố Hạ Long, tỉnh Quảng Ninh           | 21/04/2014  |
| 3   | GO! Hải Phòng            | Phường Đằng Giang, quận Ngô Quyền, thành phố Hải Phòng        | 26/08/2006  |
| 4   | GO! Nam Định             | Phường Lộc Hòa, thành phố Nam Định, tỉnh Nam Định             | 06/01/2011  |
| 5   | GO! Ninh Bình            | Xã Ninh Phúc, thành phố Ninh Bình, tỉnh Ninh Bình             | 19/05/2013  |
| 6   | GO! Vĩnh Phúc            | Phường Khai Quang, thành phố Vĩnh Yên, tỉnh Vĩnh Phúc         | 25/11/2010  |
| 7   | GO! Thái Nguyên          | Phường Tân Lập, thành phố Thái Nguyên, tỉnh Thái Nguyên       | 29/04/2021  |
| 8   | GO! Thái Bình            | Phường Phú Khánh, thành phố Thái Bình, tỉnh Thái Bình         | 14/12/2021  |
| 9   | GO! Lào Cai              | Phường Bắc Lệnh, thành phố Lào Cai, tỉnh Lào Cai              | 27/05/2022  |
| 10  | GO! Đà Nẵng              | Phường Vĩnh Trung, quận Thanh Khê, thành phố Đà Nẵng          | 16/11/2007  |
| 11  | GO! Huế                  | Phường Phú Hội, thành phố Huế, tỉnh Thừa Thiên - Huế          | 13/07/2009  |
| 12  | GO! Nha Trang            | Xã Vĩnh Hiệp, thành phố Nha Trang, tỉnh Khánh Hòa             | 15/11/2014  |
| 13  | GO! Quy Nhơn             | Phường Ghềnh Ráng, thành phố Quy Nhơn, tỉnh Bình Định         | 16/05/2014  |
| 14  | GO! Đà Lạt               | Phường 1, thành phố Đà Lạt, tỉnh Lâm Đồng                     | 20/08/2013  |
| 15  | GO! Quảng Ngãi           | Phường Nghĩa Chánh, thành phố Quảng Ngãi, tỉnh Quảng Ngãi     | 26/03/2020  |
| 16  | GO! Buôn Mê Thuột        | Phường Thành Nhất, thành phố Buôn Mê Thuột, tỉnh Đắk Lắk      | 07/04/2020  |
| 17  | GO! Cần Thơ              | Phường Hưng Phú, quận Cái Răng, thành phố Cần Thơ             | 05/07/2012  |
| 18  | GO! Dĩ An                | Quốc lộ 1K, phường Đông Hoà, thành phố Dĩ An, tỉnh Bình Dương | 23/03/2013  |
| 19  | GO! Mỹ Tho               | Phường 5, thành phố Mỹ Tho, tỉnh Tiền Giang                   | 14/11/2018  |
| 20  | GO! Trà Vinh             | Phường 7, thành phố Trà Vinh, tỉnh Trà Vinh                   | 26/02/2020  |
| 21  | GO! Bến Tre              | Xã Sơn Đông, thành phố Bến Tre, tỉnh Bến Tre                  | 30/10/2020  |
| 22  | GO! Bà Rịa               | Phường Phước Hiệp, thành phố Bà Rịa, tỉnh Bà Rịa - Vũng Tàu   | 25/11/2021  |
| 23  | GO! An Lạc               | Phường Bình Trị Đông B, quận Bình Tân, thành phố Hồ Chí Minh  |             |
| 24  | GO! Gò Vấp               | Phường 3, quận Gò Vấp, thành phố Hồ Chí Minh                  | 23/09/2008  |
| 25  | GO! Nguyễn Thị Thập      | Phường Tân Phú, Quận 7, thành phố Hồ Chí Minh                 | 08/12/2015  |
| 26  | GO! Hải Dương            | Phường Nhị Châu, thành phố Hải Dương, tỉnh Hải Dương          | 30/11/2011  |
| 27  | GO! Thanh Hóa            | Phường Đông Hải, thành phố Thanh Hóa, tỉnh Thanh Hóa          |             |
| 28  | GO! Việt Trì             | Phường Thanh Miếu, thành phố Việt Trì, tỉnh Phú Thọ           | 29/05/2013  |
| 29  | GO! Vinh                 | Phường Quang Trung, thành phố Vinh, tỉnh Nghệ An              |             |
| 30  | GO! Long Biên            | Phường Gia Thụy, quận Long Biên, thành phố Hà Nội             |             |
| 31  | Big C Mê Linh            | Xã Quang Minh, huyện Mê Linh, thành phố Hà Nội                |             |
| 32  | Big C Thăng Long         | Phường Trung Hòa, quận Cầu Giấy, thành phố Hà Nội             | 20/01/2005  |
| 33  | GO! Bình Dương           | Phường Hiệp Thành, thành phố Thủ Dầu Một, tỉnh Bình Dương     |             |
| 34  | Big C Đồng Nai           | Phường Long Bình Tân, thành phố Biên Hòa, tỉnh Đồng Nai       |             |
| 35  | GO! Tân Hiệp             | Phường Tân Hiệp, thành phố Biên Hòa, tỉnh Đồng Nai            |             |
| 36  | Big C Miền Đông          | Phường 15, Quận 10, thành phố Hồ Chí Minh                     |             |
| 37  | GO! Phú Thạnh            | Phường Phú Thạnh, quận Tân Phú, thành phố Hồ Chí Minh         |             |
| 38  | GO! Trường Chinh         | Phường Tây Thạnh, quận Tân Phú, thành phố Hồ Chí Minh         |             |
| 39  | Tops Market The Garden   | Phường Mỹ Đình 1, quận Nam Từ Liêm, thành phố Hà Nội          |             |
| 40  | Tops Market Nguyễn Xiển  | Xã Tân Triều, huyện Thanh Trì, thành phố Hà Nội               |             |
| 41  | Tops Market Lê Trọng Tấn | Phường Khương Mai, quận Thanh Xuân, thành phố Hà Nội          |             |
| 42  | Tops Market Hà Đông      | Phường Mỗ Lao, quận Hà Đông, thành phố Hà Nội                 |             |
| 43  | Tops Market Thảo Điền    | Phường Thảo Điền, thành phố Thủ Đức, thành phố Hồ Chí Minh    |             |
| 44  | Tops Market An Phú       | Phường An Phú, thành phố Thủ Đức, thành phố Hồ Chí Minh       |             |
| 45  | Tops Market Âu Cơ        | Phường Tân Thạnh, quận Tân Phú, thành phố Hồ Chí Minh         |             |
| 46  | Tops Market Moonlight    | Phường Bình Thọ, thành phố Thủ Đức, thành phố Hồ Chí Minh     |             |
| 47  | Tops Market Park City    | Phường La Khê, quận Hà Đông, thành phố Hà Nội                 |             |